# The Grass Roots
The Grass Roots je americká rocková hudební kupina, založená v Los Angeles v Kalifornii v roce 1966. Klasická sestava skupiny byla v letech 1967–1971:
- Creed Bratton - kytara, zpěv
- Rick Coonce - bicí
- Warren Entner - zpěv, kytara
- Terry Furlong - kytara
- Rob Grill - baskytara, zpěv
- Brian Naughton - kytara
- Dennis Provisor - klávesy, zpěv

## Diskografie
- Where Were You When I Needed You (1966),Alba
- Let's Live for Today (1967)
- Feelings (1968)
- Leavin' It All Behind (1969)
- Lovin' Things (1969)
- Move Along (1972)
- Alotta Mileage (1973)
- Grass Roots (1975)